# België op het Eurovisiesongfestival 1958
België nam deel aan het Eurovisiesongfestival 1958 in Hilversum, Nederland. Het was de 3de deelname van het land op het Eurovisiesongfestival. De INR was verantwoordelijk voor de Belgische bijdrage voor de editie van 1958.

## Selectieprocedure
De Belgische voorronde voor het Eurovisiesongfestival 1958 kreeg de naam Concours Eurovision de la Chanson - démi-finale. De Franstalige INR organiseerde de preselectie met tien kandidaten. Door de jaren heen zijn de resultaten verloren gegaan en is enkel de winnaar overgebleven. Dit was Fud Leclerc, en zodoende mocht hij zijn land voor de tweede maal vertegenwoordigen op het Eurovisiesongfestival, met Ma petite chatte.

## In Hilversum
Op het Eurovisiesongfestival trad België als zevende van tien landen aan, na Denemarken en voor West-Duitsland. Ma petite chatte eindigde uiteindelijk op een gedeelde vijfde plaats, samen met Die ganze Welt braucht Liebe van Oostenrijk. Van de acht punten waren er vijf van West-Duitsland.
1956 · 1957 · 1958 · 1959 · 1960 · 1961 · 1962 · 1963 · 1964 · 1965 · 1966 · 1967 · 1968 · 1969 · 1970 · 1971 · 1972 · 1973 · 1974· 1975 · 1976 · 1977 · 1978 · 1979 · 1980 · 1981 · 1982 · 1983 · 1984 · 1985 · 1986 · 1987 · 1988 · 1989 · 1990 · 1991 · 1992 · 1993 · 1994 · 1995 · 1996 · 1997 · 1998 · 1999 · 2000 · 2001 · 2002 · 2003 · 2004 · 2005 · 2006 · 2007 · 2008 · 2009 · 2010 · 2011 · 2012 · 2013 · 2014 · 2015 · 2016 · 2017 · 2018 · 2019 · 2020 · 2021 · 2022 · 2023 · 2024 · 2025
België · Denemarken · Frankrijk · Italië · Luxemburg · Nederland · Oostenrijk · West-Duitsland · Zwitserland · Zweden